# Вулька-Войновська
Вулька-Войновська (пол. Wólka Wojnowska) — село в Польщі, у гміні Цьмелюв Островецького повіту Свентокшиського воєводства.
Населення — 201 особа (2011).
У 1975-1998 роках село належало до Тарнобжезького воєводства.

## Демографія
Демографічна структура на день 31 березня 2011 року:
|          | Загалом | Допрацездатний вік | Працездатний вік | Постпрацездатний вік |
| -------- | ------- | ------------------ | ---------------- | -------------------- |
| Чоловіки | 96      | 18                 | 64               | 14                   |
| Жінки    | 105     | 24                 | 56               | 25                   |
| Разом    | 201     | 42                 | 120              | 39                   |